# Wiasemskya
Wiasemskya é um género botânico pertencente à família Rubiaceae.